# Patrizia Caccamo
Patrizia Caccamo (ur. 12 marca 1984 w Wickede, Niemcy) – włoska piłkarka, grająca na pozycji napastnika.

## Kariera piłkarska

### Kariera klubowa
Wychowanka klubu ACF Gravina. W 2000 rozpoczęła karierę piłkarską w Gravinie. Od 2006 występowała w klubach Virtus Romagna, Calcio Femminile Acese i UCF Sezze. W sezonie 2010/11 broniła barw Napoli, a potem wróciła Calcio Femminile Acese. Latem 2012 została zaproszona do Riviera di Romagna, pomagając klubowi zdobyć 6.miejsce w Serie A. Latem 2015 podpisała kontrakt z Fiorentiną.

### Kariera reprezentacyjna
9 kwietnia 2016 debiutowała w narodowej reprezentacji Włoch w meczu przeciwko Szwajcarii.

## Sukcesy i odznaczenia

### Sukcesy piłkarskie
Fiorentina Women’s
- mistrz Włoch: 2016/17
- zdobywca Pucharu Włoch: 2016/17, 2017/18
- finalista Superpucharu Włoch: 2017